# 昂格吕尔苏丹
昂格吕尔苏丹（法語：Anglure-sous-Dun，法語發音：[ɑ̃ɡlyʁ su dœ̃]）是法国索恩-卢瓦尔省的一个市镇，属于沙罗勒区。

## 地理
昂格吕尔苏丹（46°13'57"N, 4°21'38"E）面积7 平方千米，位于法国勃艮第-弗朗什-孔泰大區索恩-卢瓦尔省，该省份为法国中部省份，北起顺时针与科多尔省、汝拉省、安省、罗讷省、卢瓦尔省、阿列省和涅夫勒省接壤。
与昂格吕尔苏丹接壤的市镇（或旧市镇、城区）包括：圣拉绍、绍法耶、米西苏丹。

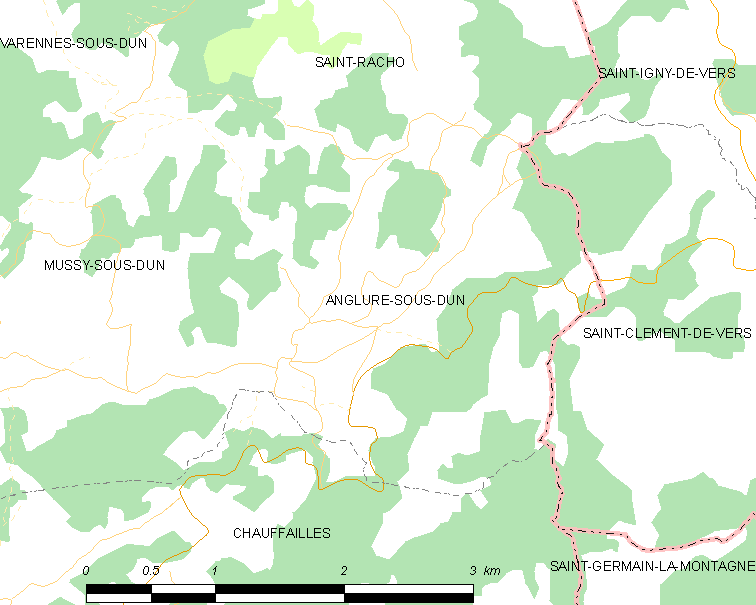
昂格吕尔苏丹的OSM定位图

昂格吕尔苏丹的时区为UTC+01:00、UTC+02:00（夏令时）。

## 行政
昂格吕尔苏丹的邮政编码为71170，INSEE市镇编码为71008。

## 政治
昂格吕尔苏丹所属的省级选区为绍法耶县。

## 人口

1962-2008年间昂格吕尔苏丹人口变化图示

昂格吕尔苏丹于2022年1月1日时的人口数量为146人。